# خینیس‌لی
خینیس‌لی (به لاتین: Xınıslı) یک منطقه مسکونی در جمهوری آذربایجان است که در شهرستان کردامیر واقع شده‌است. خینیس‌لی ۱۹۷۰ نفر جمعیت دارد.